# إيغور نينزيتش
إيغور نينزيتش (بالسلوفينية: Igor Nenezić)‏ هو لاعب كرة قدم سلوفيني في مركز حراسة المرمى، ولد في 23 مارس 1984 في كراني في سلوفينيا. لعب مع نادي راه آهن ونادي كوبر.

## وصلات خارجية
- إيغور نينزيتش على موقع قاعدة بيانات كرة القدم.إي يو (الإنجليزية)
- إيغور نينزيتش على موقع Soccerway.com (الإنجليزية)